# Икономически доклад на президента на САЩ
Икономическият доклад на президента на САЩ е документ, публикуван от Съвета на икономическите консултанти при президента на САЩ.
Оповестява се през февруари всяка година. Докладът разглежда каква икономическа активност е имало през предходната година, общо очертание на икономическите цели за следващата година (на основата на икономическия дневен ред на президента)- Прави няколко проекти как икономиката да работи и да функционира. Това обикновено е следвано от критики, понякога атакуващи важността на някои от данните, или неотчетената важност на някои от тях, както и необходимостта на някои от целите, представени в Прегледа.